# 縞模様のパジャマの少年
『縞模様のパジャマの少年』（しまもようのパジャマのしょうねん The Boy in the Striped Pyjamas、アメリカではThe Boy in the Striped Pajamas）は、ジョン・ボインの小説、及びそれを原作とした映画。2006年出版。
日本では2008年に岩波書店より出版（千葉茂樹訳）。

## ストーリー
ブルーノは軍人である父親の仕事の都合でベルリンから遠く見知らぬ土地へ引っ越してきたが、遊び相手もおらず、退屈な日々を過ごしていた。そんな状況に限界を感じ始めたブルーノだったが、家から少し離れた場所に農場のような施設を発見する。大人の目を盗んでその施設へ行くと、そこには縞模様のパジャマを着た少年、シュムエルが地面に座っていた。シュムエルはユダヤ人であり、ドイツ軍によって迫害を受けていた。つまらない生活に退屈を感じていたブルーノと強制収容所で寂しい思いをしていたシュムエルに友情が芽生える。しかしその施設へ行くことは大人達に禁じられており、シュムエルの存在は家族には秘密だった。ある日、軍人の父親がユダヤ人に対して残虐な行為をしていることを見かねたブルーノの母が、父親を置いて子供達と一緒に別所へ移動することを決定する。姉は母の案に概ね賛成だったものの、ブルーノはシュムエルのことが気にかかっていた。ブルーノは引越しの当日、シュムエルの父を探す為、シュムエルのいる強制収容所にシュムエルと同じ縞模様のパジャマを着て紛れ込む。そしてシュムエルとブルーノは誤って他のユダヤ人と共に「シャワー室」に入ってしまう。何も知らない家族はブルーノを懸命に探すのだった。

## 映画

### 概要
イギリス・アメリカ合作で映画化。撮影はハンガリー・ブダペストで行われた。PG-12指定。

### キャスト
| 役名               | 俳優                     | 日本語吹替 |
| ------------------ | ------------------------ | ---------- |
| ブルーノ           | エイサ・バターフィールド | 本城雄太郎 |
| シュムール         | ジャック・スキャンロン   | 柴井伶太   |
| グレーテル         | アンバー・ビーティー     | 庄司宇芽香 |
| 父（ラルフ）       | デヴィッド・シューリス   | 大滝寛     |
| 母（エルサ）       | ヴェラ・ファーミガ       | 坪井木の実 |
| 祖父（マサイアス） | リチャード・ジョンソン   | 小山武宏   |
| 祖母（ナタリー）   | シーラ・ハンコック       | 沢田敏子   |
| コトラー中尉       | ルパート・フレンド       | 川田紳司   |
| パヴェル           | デヴィッド・ヘイマン     | 伊藤和晃   |
| リスト先生         | ジム・ノートン           | 三木敏彦   |
| マリア             | カーラ・ホーガン         | 落合るみ   |
| パーティの歌手     | キャリー・ベーカー       | 内田直哉   |

- その他の声の吹き替え：村山明／村治学／田坂浩樹／遠藤大輔／渡辺浩司／日野未歩／長尾雅世
- 演出：中野洋志、翻訳：森沢麻里、録音・調整：武田将仁、録音制作：ACクリエイト、制作監修：山本千絵子、日本語版制作：DISNEY CHARACTER VOICES INTERNATIONAL, INC.
- パーティの歌手には劇中にセリフがなく、劇中歌「Smile When You Say Good Bye」を英語詞で歌っている。日本語吹替を担当した内田はセリフの吹替ではなく、劇中歌を原音同様の英語詞のまま吹替えている。

### スタッフ
- 監督・脚本：マーク・ハーマン
- 撮影：ブノワ・ドゥローム
- 音楽：ジェームズ・ホーナー

## エピソード
原作と映画はホロコーストを背景に描いているが、内容はフィクションである。フィクションではあるが映画版は細部が事実に基づいて正確に製作されており、例えば映画に登場する親衛隊の制服は衣装担当が詳しく調査してデザインしたものである。
また本作では設定上、収容所所長の家族が、ホロコーストについての知識が少ない。これについて他方から指摘があるが、これもまた事実に沿っており、実際にアウシュビッツ強制収容所の所長であったルドルフ・フェルディナント・ヘスの妻もユダヤ人虐殺の実態をまったく把握していなかった。